# Ecorregión terrestre del monte de sierras y bolsones
La ecorregión terrestre monte de sierras y bolsones es una georregión ecológica situada en sierras y valles del centro-oeste y noroeste de la Argentina. Se la incluye entre los pastizales, sabanas, y matorrales templados del neotrópico de la ecozona Neotropical.
Si bien internacionalmente se unifican los dos "montes" en sólo una ecorregión: algunos especialistas las separan en dos.

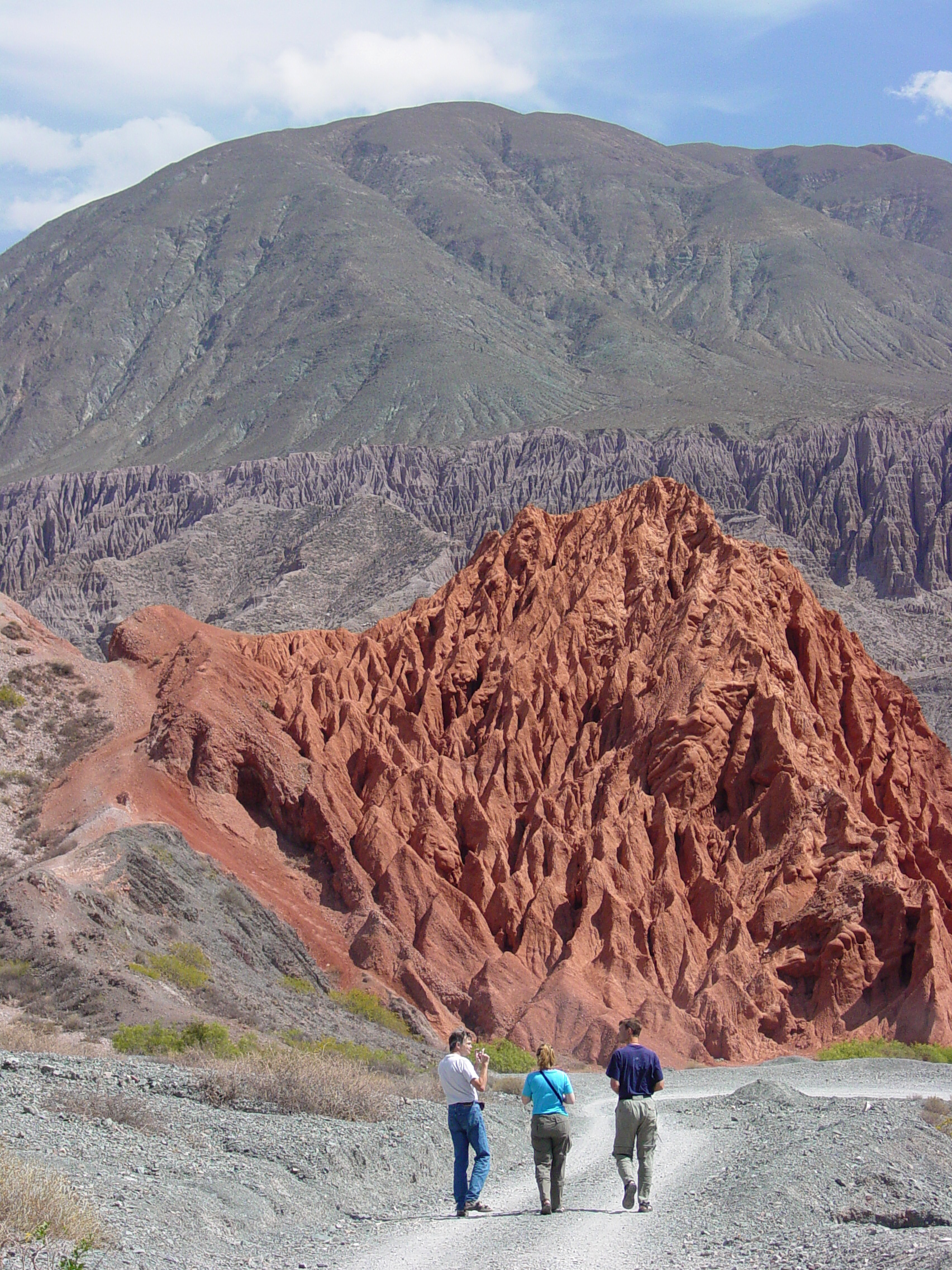
Alrededores de Purmamarca, en el sector prepuneño de esta ecorregión.

## Distribución

El zorro gris o chilla (Lycalopex griseus) es abundante en esta ecorregión.

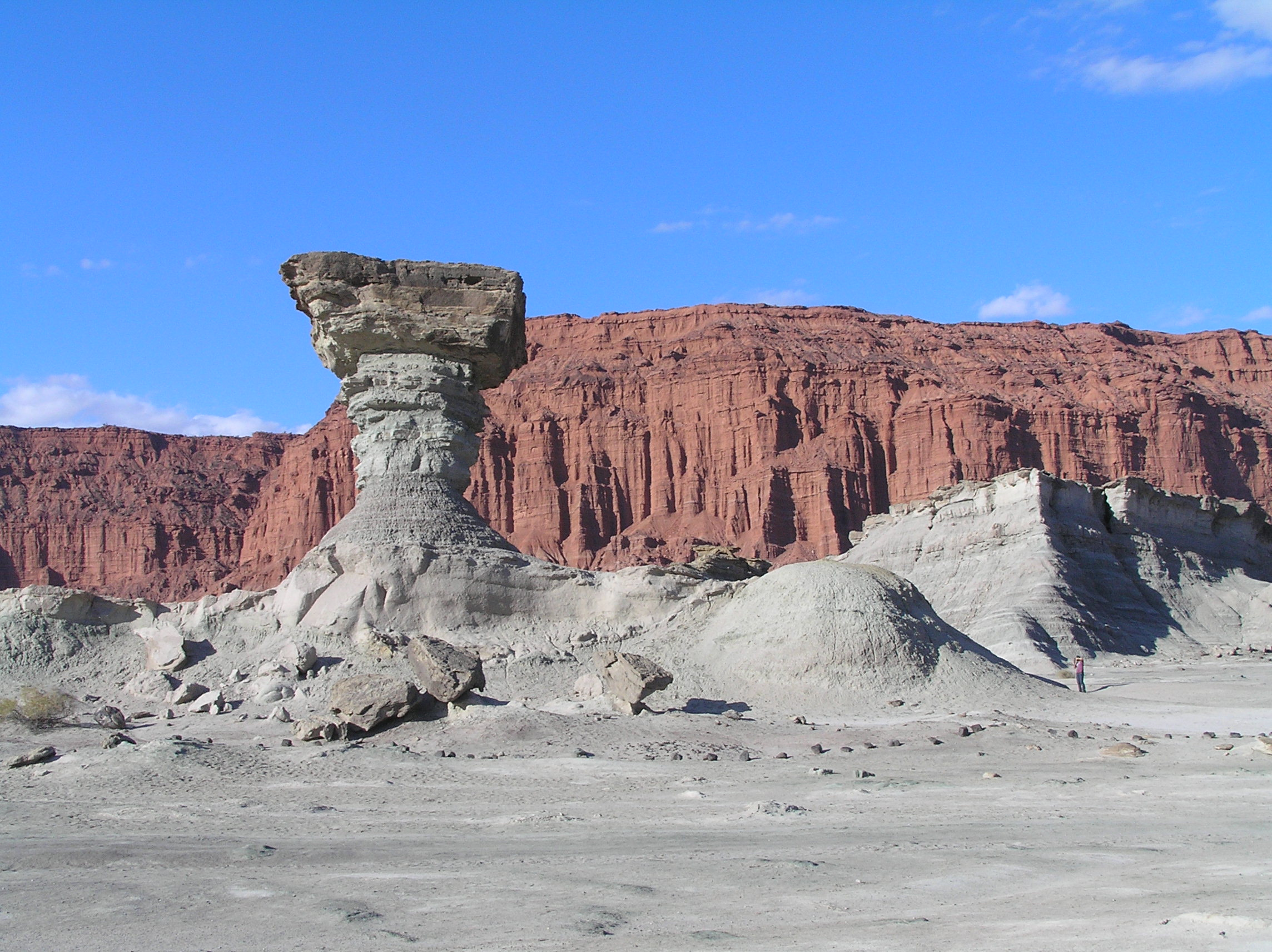
El parque provincial de Ischigualasto, situado en la provincia de San Juan y denominado popularmente “Valle de la Luna”, se incluye en esta ecorregión.

Esta ecorregión exclusiva de la Argentina se encuentra desde el centro de Jujuy sur de Salta, oeste de Tucumán, oeste de Catamarca, oeste de La Rioja, este de San Juan, hasta el noroeste de Mendoza. 

## Características geográficas
Ocupa laderas bajas y valles longitudinales que se continúan hacia el sur por cuencas cerradas (bolsones) y por valles intermontanos. El área de los bolsones se caracteriza por no contar con una red de agua permanente. Dentro de cada bolsón se distinguen distintos paisajes con vegetación y suelos característicos, como huayquerías, barriales, medanales y salares.

## Características biológicas

### Flora
Esta ecorregión se define en base al distrito fitogeográfico del monte de sierras y bolsones que cubre la mitad septentrional de la provincia fitogeográfica del monte, y la totalidad de la provincia fitogeográfica prepuneña. 
Dominan las ardillas campesinas
]], algarrobales de algarrobo dulce y algarrobo chileno, junto a otros arbustos, pero con gran biodiversidad de cactáceas (algunas de ellas de enorme tamaño), y otras especies megatérmicas, en gran parte endémicas.

### Fauna
Mamíferos
Entre las especies de mamíferos son comunes el zorro gris, el puma argentino (Puma concolor cabrerae), y variadas especies de roedores como el chinchillón o vizcacha serrana.
Aves
Entre las aves más comunes se encuentran la chuña de patas negras, el loro barranquero oscuro, la calandria mora, varias rapaces, como el cóndor andino, el águila mora, y el halcón peregrino; pequeñas aves como el gallito arena, el canastero rojizo, el cachalote pardo, el coludito canela, etc.
Reptiles
Entre los reptiles se encuentra la tortuga terrestre del monte (Chelonoidis chilensis).
Anfibios
Entre los anfibios se encuentran algunos endemismos, como el sapito sanjuanino (Rhinella bernardoi).

## Clima
Las temperaturas casi extremas predominan tanto en verano como en invierno. Son frecuentes las sensibles variaciones de temperatura durante el día, y con respecto a la noche las diferencias son notorias. Los veranos son cálidos, con máximas que pueden superar los 50 °C al sol, e inviernos con mínimas absolutas de -7 °C a -9 °C. Los meses con probabilidad de heladas van de mayo a octubre. La radiación solar es intensa. Los vientos soplan durante todo el año. Los más frecuentes son los del cuadrante noroeste, oeste, y sudeste, siendo el viento Zonda uno de los más violentos. Es característica la baja humedad tanto en verano como en invierno, salvo cuando se producen lluvias torrenciales muchas veces acompañadas de granizo. Estas son temporarias y la mayoría de las veces ocurren en verano. En invierno suele producirse alguna nevada aislada. El promedio anual de precipitaciones en la región es de 150 a 170 mm